# 山﨑有紀
山﨑 有紀（やまさき ゆき、1995年6月6日 - ）は、日本の陸上選手。七種競技を専門とする。七種競技及び五種競技の日本記録保持者。

## 経歴
長崎県長崎市出身。長崎県立長崎南高等学校、九州共立大学を経て、スズキアスリートクラブ所属。

## 成績
- 日本陸上競技選手権大会 - 七種競技優勝（2018年-2021年、2023年）
- 2018年アジア競技大会 - 七種競技3位
- 2023年アジア室内陸上競技選手権大会 - 五種競技3位
- 2023年アジア陸上競技選手権大会 - 七種競技3位